# El vampiro vive muriendo
El vampiro vive muriendo (吸血鬼すぐ死ぬ Kyūketsuki Sugu Shinu?) es una serie de manga escrita e ilustrada por Itaru Bonnoki, publicada en el semanario Shōnen Champion de Akita Shoten desde junio de 2015. Una adaptación a serie de anime producida por Madhouse  se estrenó el 4 de octubre del 2021 y finalizó el 20 de diciembre de 2021. Una segunda temporada se estrenó en enero de 2023.

## Sinopsis
Se dice que los vampiros tienen muchas debilidades, como el ajo, las cruces y la luz del sol. El señor vampiro Draluc, amante del juego, resulta ser débil a… todo. Muere, convirtiéndose en un montón de ceniza, al menor golpe. Después de que el cazador de vampiros Ronaldo se enterara de la existencia de un castillo habitado por un vampiro del que se rumoreaba que había secuestrado a un niño, fue allí con la intención de acabar con el demonio. Sin embargo, el vampiro resultó ser Draluc, un pelele que se convierte en ceniza ante la más mínima cosa. Además, el niño no estaba cautivo, sino que utilizaba la “casa encantada” como su patio de recreo personal. Cuando su castillo es destruido, Draluc se traslada a la oficina de Ronaldo, para disgusto del otro. A pesar de sus diferencias, deben intentar trabajar juntos para defenderse de los vampiros renegados, del editor asesino de Ronaldo, de los investigadores y de muchas otras cosas, con Draluc muriendo continuamente por el camino.

## Personajes
Personajes principales
Dralc (ドラルク Doraruku?)
 Seiyū: Jun Fukuyama
Ronaldo (ロナルド Ronarudo?)
 Seiyū: Makoto Furukawa
Elenco de voces y sus personajes
- Jun Fukuyama como el vampiro Draluc.
- Makoto Furukawa como el caza-vampiros Ronaldo.
- Mutsumi Tamura como John.
- Natsumi Hioka como Hiniachi.
- Yoshitsugu Matsuoka como Tоu Handa.
- Yoshimasa Hosoya como Satetsu.
- Atsushi Tamaru como Shot.
- Shun'ichi Toki como Fukuma.
- Daisuke Ono como Hiyoshi.
- Takayuki Kondo como Kameya.
- Yōko Hikasa como Maria.
- Kaori Ishihara como Ta-chan.
- Takehito Koyasu como Yomotsuzaga.
- Koutarou Nishiyama como Sagyou.
- Sei'ichirō Yamashita como Kantarou Kei.
- Junji Majima como shoka
- Masaya Onosaka como senya sirisky
- Tetsu Inada como maestro
- Sakai Koudai como medoki
- Haruo Yamagishi como gerente de vamima
- Yukihiro Nozuyama como bubuo
- Natsumi Fujiwara como shinichi katou
- Sayaka Kikuchi como yokota hiroshi

## Medios

### Manga
El manga es escrito e ilustrado por Itaru Bonnoki, serializado desde el #30 de 2015 de la revista Weekly Shōnen Champion de Akita Shoten publicado el 25 de junio. Hasta  el 6 de noviembre de 2020 había sido recopilado en dieciséis volúmenes tankōbon.

### Anime
Una adaptación al anime fue anunciada en la edición número 23 de Weekly Shonen Champion el 7 de mayo de 2020. La adaptación es animada por Madhouse y dirigida por Hiroshi Kōjina, con guiones de Yukie Sugawara y diseño de personajes de Mayuko Nakano. Se estrenó el 4 de octubre de 2021. Funimation obtuvo la licencia de la serie fuera de Asia. Tras la adquisición de Crunchyroll por parte de Sony, la serie se trasladó a Crunchyroll obteniendo la licencia de la serie fuera de Asia.
El 22 de octubre de 2021, Funimation anunció que la serie recibió un doblaje en español latino, que se estrenó el 25 de octubre.
Tras la emisión del duodécimo y último episodio, en el sitio oficial para la adaptación al anime del manga escrito e ilustrado por Itaru Bonnoki, Kyuuketsuki Sugu Shinu (The Vampire Dies in no Time), se confirmó la producción de una segunda temporada. El comunicado no reveló detalles de producción o una fecha de estreno programada, y la producción prácticamente ya había sido confirmada desde noviembre de este año en un error cometido en la redacción de una descripción de un volumen del manga. La segunda temporada se estrenará en enero de 2023.